# Peter van Nieuwenhuizen
Peter van Nieuwenhuizen (Utrecht, 26 de outubro de 1938) é um físico neerlandês.